# Thiruvithamkode
Thiruvithamkode (திருவிதாங்கோடு em tamil) também designada por  Thiruvithancode, Thiruvithamcode, Thiruvithankodu e Thiruvithangodu, é uma pequena cidade panchayat, localizada no distrito de Kanyakumari do estado indiano de Tamil Nadu. Dista cerca de 20 km de Nagercoil e 2 km de Thckalay
Thiruvithamkode tem cerca de 16 700 habitantes, segundo o census indiano, 49% são homens e 51% mulheres, 82% da população sabe ler e escrever, um rácio muito superior ao da Índia que é de 60%. 10% da população tem menos de 10 anos de idade

## Igrejas Cristãs
Thiruvithamkode possui duas igrejas antigas:
- Igreja ortodoxa de Santa Maria, que se acredita ter sido construida pelo apóstolo S. Tomé
- Igreja da ascensão de Jesus, que se acredita ter sido estabelecida por S. Francisco Xavier

## Presença Muçulmana
- Os santos muçulmanos Malik Mohamed Sahib Appa e Sheikh Noordeen valiyullah têm os seus túmulos nesta cidade.
- Colégio Muçulmano de artes
- Colégio Poliécnico Islâmico Noorul
- Existamtambém 2 Jamaath Muçulmans, para a comunidade islâmica:
- Jamaath muçulmana TNJ de Thiruvithancode
- Muhallam Muçulmana Shiekh Noorudeen Oliyullah
- Existem 5 mesquitas masijds nesta cidade

## Templos Indus
Um dos templos indis de Sivalay do distrito de Kanyakumarisitua-se em Thiruvithamkode.

## Escolas
- Escola Secundária governamental
- Escola IMS
- Colégio Muçulmano de artes
- Colégio Poliécnico Islâmico Noorul

## Elur Chetty
Thiruvithancode é a segunda aldeia mais importante da comunidades Elur Chetty.

## A Meia Igreja de S. Tomé
Sete igrejas e meia  (Ezharappallikal)  do apóstulo São Tomé.
- A Igreja erijida em Thiruvithamkode Thiruvamkode, no distrito de Kanyakumari, tem o estatuto de meia igreja

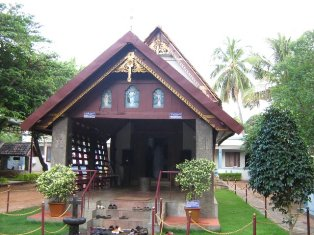
Meia Igreja de S. Tomé
A Santa MadbahaA Santa Madbaha
Porta PrincipalPorta Principal
PiaPia

## Ezharappallikal
O Apóstolo S. Tomé, quando chegou a Kodungallurno ano 52, estabeleceu sete igrejas e meia ou comunidades cristãs, as quais são conhecidas como: As ste Igrejas e meia ou Ezharappallikal.
As Sete Igrejas: Maliankara, Palayoor, Kottakavu, Kokkamangalam, Niranam, Kollam, Chayal 
A Meia Igreja: Thiruvithamkode
Maliankara
Maliankara (Kodungallur - Azhikode), a 40 km de Trichur: Diocese de Irinjalakuda
Palayoor
Palayoor (perto de Chavakkadu & Guruvayoor), a 28 km de Trichur: (Arch) Diocese de Trichur
Kottakavu
Kottakavu (Paravur do norte): Arquidiocese de  Ernakulam - Angamaly
Kokkamangalam
Kokkamangalam, distrito de Alappuzha a 5 km dea igreja de S. Tomé de Cherthala:
Arquidiocese de  Ernakulam - Angamaly
Niranam
Niranam, Nr Thiruvalla:  Igreja S´ria Ortodoxa de Santa Maria, Niranam (Malankara Orthodox Syrian Church)
Kollam
Kollam: Diocese de Kollam
Chayal (Nilackal)
Chayal (Nilackal), Nr Sabarimala, Distrito de Pathanamthitta: Igreja Ecuménica de Kerala
Thiruvithamkode'
Thiruvithamkode,distrito de Kanyakumari, Tamil Nadu (Meia Igreja):Igreja Síria Ortodoxa de Tamilnadu